# غلام عباس (نویسنده)
غلام عباس (۱۷ نوامبر ۱۹۰۹ – ۲ نوامبر ۱۹۸۲) نویسندهٔ داستان کوتاه، رمان‌نویس، نویسنده کودکان، شاعر، و نویسنده اهل پاکستان بود.